# 309-й истребительный авиационный полк ПВО
309-й истребительный авиационный полк ПВО (309-й иап ПВО) — воинская часть истребительной авиации ПВО, принимавшая участие в боевых действиях Великой Отечественной войны.

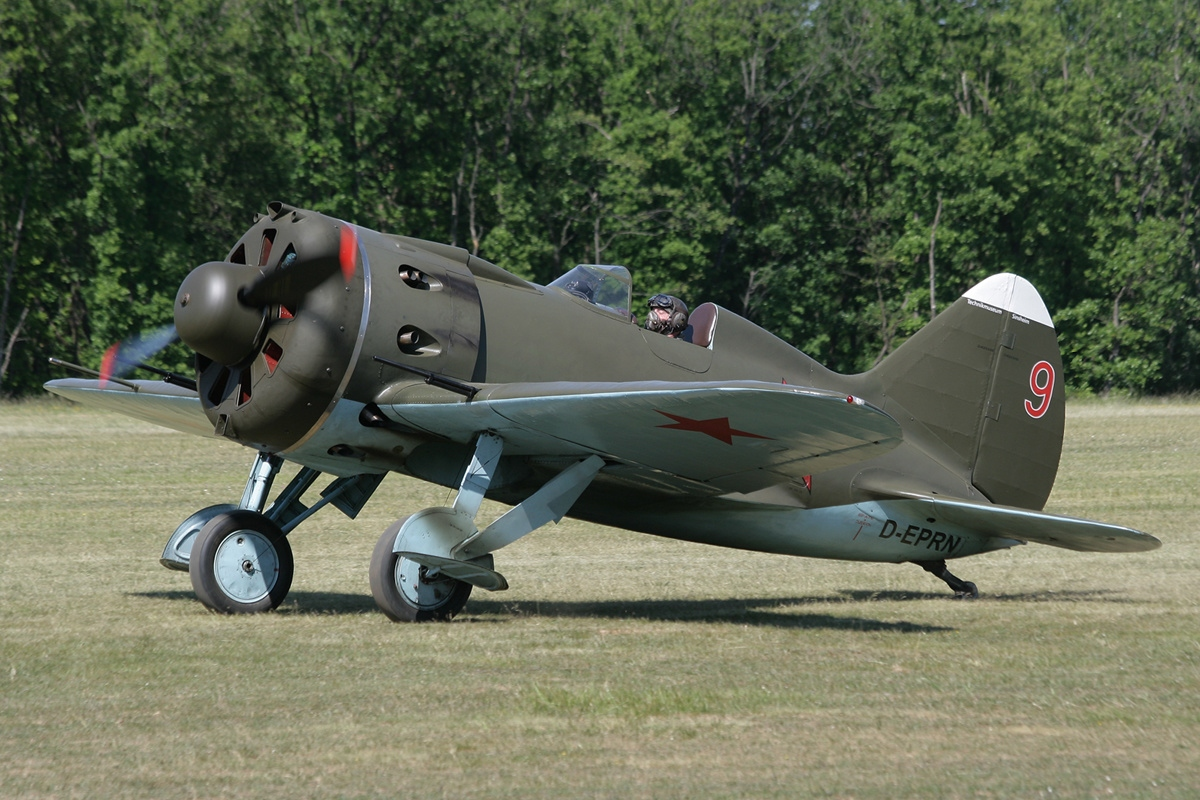
Самолёт И-16. Такими самолётами полк был вооружён при формировании

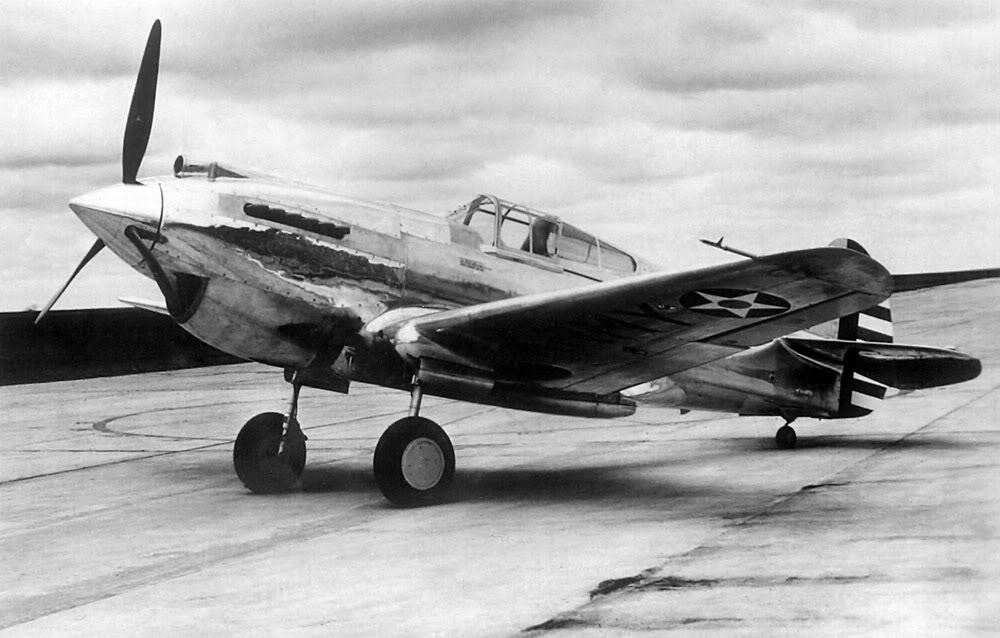
Самолёт Curtiss P-40 полк получил в 1943 году

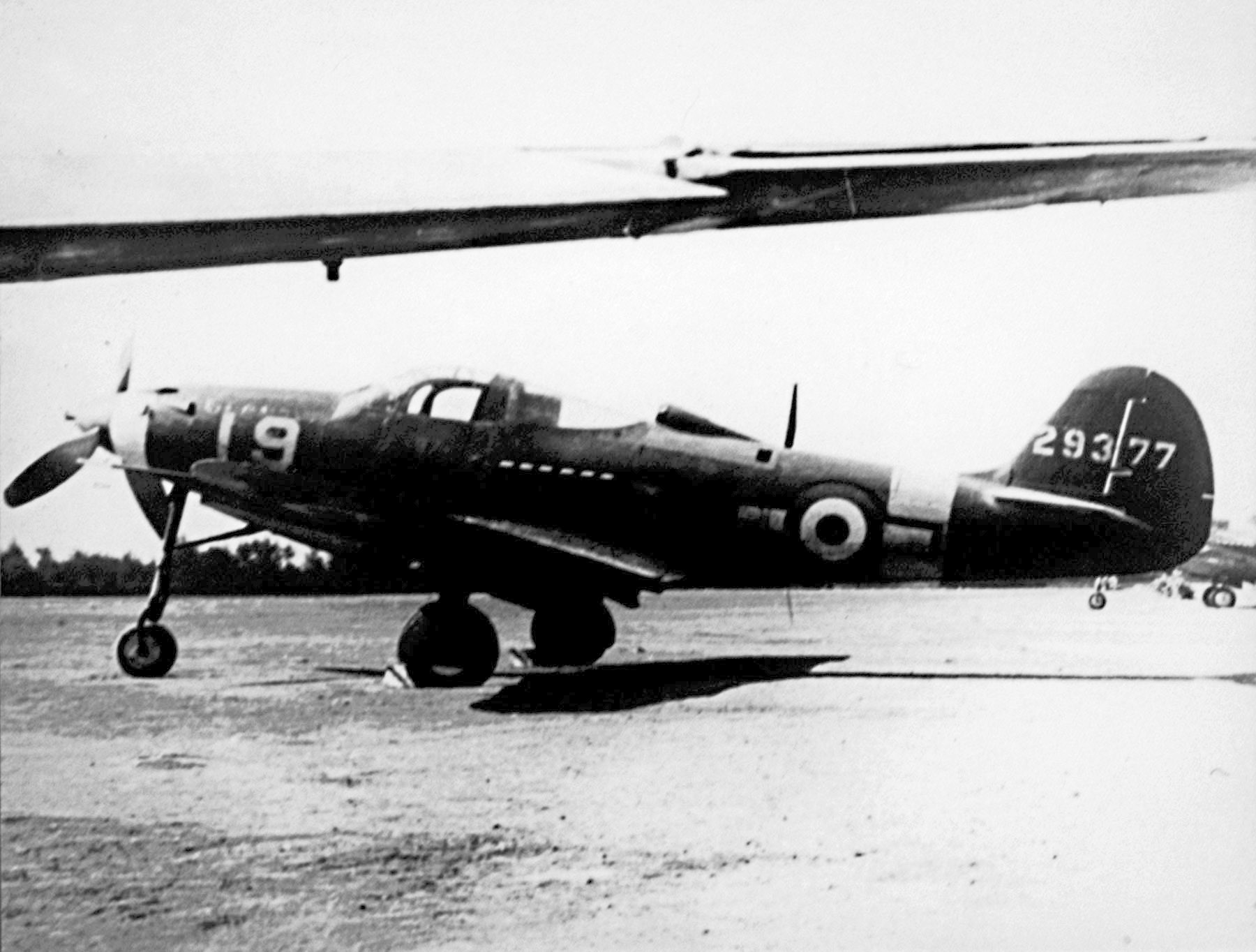
Самолёт Аэрокобра. На таких самолётах полк воевал до конца войны

## Наименования полка
- 309-й истребительный авиационный полк ПВО[1][2];
- Войсковая часть (полевая почта) 06967[1][2].

## История и боевой путь полка
309-й истребительный авиационный полк начал формирование на аэродроме Чертаново Волоколамского района Московской области с 24 апреля 1941 года в составе 4-х эскадрилий  на самолётах И-16 по штату 015/134, а 13 июля полк перебазировался на аэродром Набережная в Щёлковском районе Московской области, где продолжил формирование. После формирования полк 18 августа вошёл в состав 78-й истребительной авиадивизии ВВС Московского военного округа.
Полное формирование полка завершилось в составе 6-го истребительного авиакорпуса ПВО. С 27 июля 1941 года в составе 6-го иак ПВО Московской зоны ПВО вступил в боевые действия против фашистской Германии и её союзников на самолётах И-16. Осуществлял прикрытие города и военных объектов Москвы с воздуха, помимо выполнения задач ПВО вылетал на прикрытие своих войск, штурмовку войск противника, действуя в интересах командования наземных фронтов. Летом и осенью 1941 года полк получал пополнение самолётами И-153.
В сентябре полк приказом командира 6-го иак ПВО перебазировался на полевой аэродром Гридино в Егорьевском районе для прикрытия электростанций в Шатуре и объектов в городах Рошаль, Воскресенск и Коломна. 8 октября 1941 года одержана первая известная воздушная победа полка в Отечественной войне: лейтенант Поклонский, пилотируя И-16, в воздушном бою в районе Воскресенска (д. Кривандино) сбил немецкий бомбардировщик Heinkel He 111.
В январе 1942 года полк передал 6 лётчиков с самолётами И-153 в 565-й истребительный авиационный полк. В феврале 1942 года начал получать и осваивать английские истребители Hawker Hurricane («Харрикейн»). 5 апреля полк вместе с 6-м иак ПВО вошёл в состав войск Московского фронта ПВО. С 10 августа по 3 сентября 1942 года группа лётчиков полка (5 экипажей) вела боевую работу в составе сводной авиагруппы ИА ПВО на самолётах «Харрикейн», действуя в оперативном подчинении штаба 102-й истребительной авиадивизии ПВО в районе Сталинграда.
21 сентября 1942 года полк принял 5 «Харрикейнов» от 428-го иап. 9 июня 1943 года в связи с преобразованием 6-го иак ПВО в 1-ю воздушную истребительную армию Московского фронта ПВО вошёл во вновь сформированную в составе этого объединения 319-ю истребительную авиадивизию ПВО. 4 июля 1943 года Московский фронт ПВО преобразован в Особую Московскую армию ПВО в составе Западного фронта ПВО. 1 октября 1943 года полк исключён из действующей армии. В октябре 1943 года полк начал перевооружаться на американские истребители Curtiss P-40 («Киттихаук»). С 19 июля 1944 года полк начал перевооружаться на американские истребители Bell P-39 Airacobra («Аэрокобра»).
Всего в составе действующей армии полк находился: с 27 июля 1941 года по 1 октября 1943 года.

### Итоги боевой деятельности полка в Великой Отечественной войне
Всего за годы войны полком:
- Совершено боевых вылетов — 1917
- Проведено воздушных боев — 57
- Сбито самолётов противника — 11 (в ЖБД полка указана итоговая сумма воздушных побед за войну 25, но она не подтверждается итоговыми документами 6 иак ПВО и 1-й воздушной армией ПВО)
- Свои потери (боевые):
  - лётчиков — 3
  - самолётов — 4

## Командир полка
- подполковник Минов Анатолий Григорьевич, 04.1941 — 03.1943
- майор, подполковник Негода Алексей Иванович, 03.1943 — 07.1946

## Послевоенная история полка
После войны полк продолжал входить в состав 319-й истребительной авиационной дивизии ПВО. 20 июня 1946 года полк расформирован вместе дивизией на аэродроме Малино.